# Servidor virtual privado
Servidor virtual privado, do inglês virtual private server (VPS), é uma máquina virtual vendida como um serviço por uma empresa de hospedagem. O servidor virtual possui seu próprio sistema operacional, e o cliente possui acesso superusuário, permitindo a instalação de qualquer software que seja compatível com o sistema operacional instalado.

## Conceito
Um servidor virtual privado é uma instância virtualizada, criando uma máquina virtual individual, com recursos como memória RAM e processamento separados de outras instâncias. O servidor virtual dedicado oferece a mesma funcionalidade e privacidade que um computador físico normal. Um único servidor físico pode ter vários servidores virtuais, com cada um rodando seu próprio sistema operacional.

## Hospedagem
Com a evolução do software e da tecnologia de virtualização, um grande número de empresas está oferecendo hospedagem de servidores virtuais privados a um custo razoável. A hospedagem se divide entre gerenciada e não-gerenciada ou não-configurada, caso em que o usuário é responsável pelo gerenciamento e monitoramento do servidor e pode transferir uma quantidade ilimitada de dados em uma linha fixa de largura de banda.